# Iván López
Iván López (13 de maio de 1978) é um futebolista colombiano.

## Títulos

### Seleção da Colômbia
- Copa América: 2001.